# سنیگدا آکلکار
سنیگدا آکلکار (انگلیسی: Snigdha Akolkar؛ زادهٔ ۳ مهٔ ۱۹۸۵) یک هنرپیشه اهل هند است. وی از سال ۲۰۰۱ میلادی تاکنون مشغول فعالیت بوده‌است.
او در فیلم دوستت دارم...آقای هنرمند! بازی کرده‌است.